# Glaresis clypeata
Glaresis clypeata es una especie de coleóptero de la familia Glaresidae.

## Distribución geográfica
Habita en California, Nevada y Arizona en  (Estados Unidos).